# 百人一首

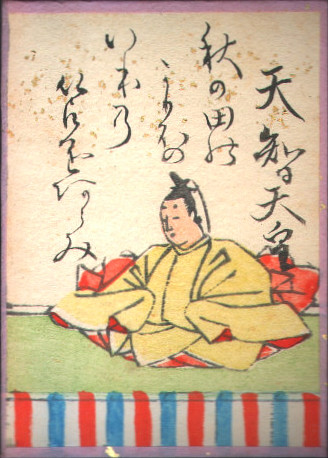
百人一首のかるた読み札
（天智天皇）

百人一首（ひゃくにんいっしゅ）とは、百人の和歌を一人につき一首ずつ選んで作られた百首から成る秀歌撰（詞華集）。百人首（ひゃくにんしゅ）とも呼ばれる。
藤原定家が京都小倉山の山荘で鎌倉時代初期に揮毫した小倉山荘色紙和歌に基づくものが「歌がるた」として広く用いられ、後世に定着して小倉百人一首（おぐらひゃくにんいっしゅ）と呼ばれている和歌集である。
百人一首の和歌百首は、後世の俳句、浮世絵、落語などに影響を与え、現代では競技かるたにも使用されている。

## 概要

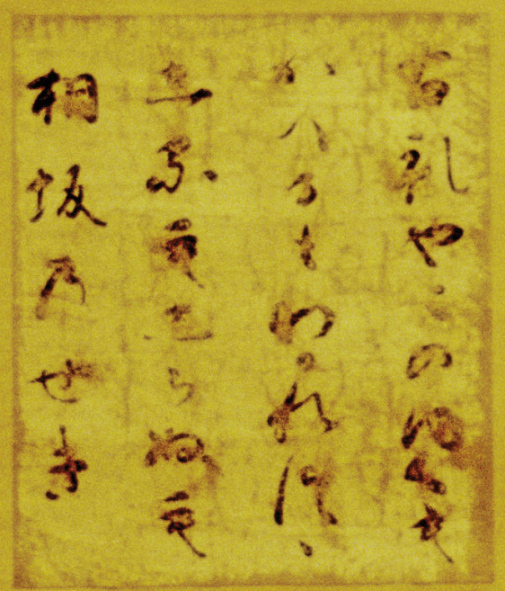
小倉色紙（蝉丸）

小倉百人一首は、平安時代後期から鎌倉時代初期にかけて活動した公家・藤原定家が選んだ秀歌撰であると考えられている。そのため、紀貫之らが編纂した古今和歌集のような勅撰和歌集ではない。大山和哉によれば、その原型は、鎌倉幕府の御家人で歌人でもある宇都宮蓮生の求めに応じて、定家が作成した色紙であり、蓮生は、京都嵯峨野（現・京都府京都市右京区嵯峨）に建築した別荘・小倉山荘（中院山荘）の襖の装飾のため、定家に色紙の作成を依頼したものとされる。天智天皇から藤原家隆、藤原（飛鳥井）雅経に至る歌人の歌を色紙に書いて送ったことが定家の日記「明月記」（文暦2年（1235）5月27日条）に記載されており、その草稿本といわれる「百人秀歌」と97首が一致していることから、これが百人一首の選定の来歴を示すものと考えられている。現代伝わる百人一首は100人の歌人の優れた和歌が一首ずつ選ばれ、年代順に配列されたものであるが、百人秀歌は歌合方式で記録され必ずしも年代別に配列されておらず、また後鳥羽院と順徳院の2首は明月記の記録や「百人秀歌」には含まれていないことから、後に定家の息子である藤原為家が補綴したという説がある。
小倉百人一首が成立した年代は確定されていないが、13世紀の前半と推定されており、定家の日記『明月記』の文暦2年5月27日（ユリウス暦1235年6月14日）の条には「古来の人の歌各一首」を書き送った旨の記述がある。ただし、この時に書き送った物が『百人一首』であったとする確証はなく、学術的には百人秀歌が先行したのか百人一首が先行したのかは難しい論点を含んでいる。また宇都宮蓮生が選んだという説（安藤為章）や、逆に小倉色紙は宇都宮蓮生の別荘にではなく、定家の嵯峨（小倉）山荘に用いられたとの説（冷泉為村）もある。成立当時には、この百人一首に一定の呼び名はなく、「小倉山荘色紙和歌」「嵯峨山荘色紙和歌」「小倉色紙」などと呼ばれた。後に、定家が小倉山で編纂したという由来から、「小倉百人一首」という通称が定着した。
室町時代後期に連歌師の宗祇が著した『百人一首抄』（宗祇抄）によって研究・紹介されると、小倉百人一首は歌道の入門編として一般にも知られるようになった。江戸時代に入り、木版画の技術が普及すると、絵入りの歌がるたの形態で広く庶民に広まり、人々が楽しめる遊戯としても普及した。
小倉百人一首の関連書には、同じく定家の撰に成る『百人秀歌』がある。百人秀歌は百人一首が歴年順で提示されるのに異なり歌合形式で配列されたものと考えられており、101人の歌人から一首ずつ101首を選んで編まれた秀歌撰である。『百人秀歌』と『百人一首』との主な相違点は、1)「後鳥羽院と順徳院の歌が無く、代わりに一条院皇后宮・権中納言国信・権中納言長方の歌が入っていること、2) 源俊頼朝臣の歌が『うかりける』でなく『やまざくら』の歌であることの2点である。その他にも百人一首とテキストの異なる箇所が複数指摘されている。
いわゆる小倉色紙（小倉山荘色紙）は子孫に受け継がれ、室町時代に茶道が広まると小倉色紙を茶室に飾ることが流行し、珍重されるようになった。戦国時代の武将・宇都宮鎮房が豊臣秀吉配下の黒田長政に暗殺され、一族が滅ぼされたのは、鎮房が豊前宇都宮氏に伝わる小倉色紙の提出を秀吉に求められて拒んだことも一因とされる。小倉色紙はあまりにも珍重され、価格も高騰したため、贋作も多く流布するようになった。色紙は100枚あったはずであるが後世散逸しており、江戸時代には30枚程度に減じていた。定家は歌道の上で大変あがめられたのでその奇異な書も名筆として尊ばれ評判も値段も高く、なかでも小倉色紙が最高で１枚1000両を越したという。現存の色紙は後世に筆写したものがあり疑問な点が多い。

## 採録された和歌と詠み人達
百人一首に採られた100首には、1番の天智天皇の歌から100番の順徳院の歌まで、各歌に歌番号（和歌番号）が付されている。この歌番号の並び順は、おおむね古い歌人から新しい歌人の順である。( )内は漢字の読みを示す。太字は決まり字（上の句は読み基準、下の句は表記基準で判断）を示す。
| 決まり字 | \| ( \| / 上の句 / / 下の句 / \| ) \| |   |
| (        | / 上の句 / / 下の句 /                 | ) |

| ( | / 上の句 / / 下の句 / | ) |

小倉百人一首に選ばれた100名は、男性79名、女性21名。男性の内訳は、天皇7名、親王1名、公卿28名（うち摂政関白4名、征夷大将軍1名）、下級貴族28名、僧侶12名、詳細不明3名。また女性の内訳は、天皇1名、内親王1名、女房17名、公卿の母2名となっている。
歌の内容による内訳では、春が6首、夏が4首、秋が16首、冬が6首、離別が1首、羇旅が4首、恋が43首、雑（ぞう）が19首、雑秋（ざっしゅう）が1首である。
100首はいずれも『古今和歌集』『新古今和歌集』などの勅撰和歌集に収載される短歌から選ばれている。
万葉の歌人
『万葉集』の時代はまだおおらかで、身分の差にこだわらずに天皇、貴族、防人、農民などあらゆる階層の者の歌が収められている。自分の心を偽らずに詠むところが特徴。有名な歌人は、大伴家持、山部赤人、柿本人麻呂など。
六歌仙の時代
この時代になると、比喩や縁語、掛詞などの技巧をこらした繊細で、優美な歌が多く作られた。紀貫之によって選ばれた「六歌仙」（在原業平や小野小町など）が代表的な歌人である。
女流歌人の全盛
平安時代の中頃、宮廷中心の貴族文化は全盛を迎える。文学の世界では、女性の活躍が目ざましく清少納言が『枕草子』、紫式部が『源氏物語』を書いた。『百人一首』にはそのほかにも、和泉式部、大弐三位、赤染衛門、小式部内侍、伊勢大輔といった宮廷の才女の歌が載っている。
この中小野小町がいるが、小野小町は、六歌仙にも、三十六歌仙にも選ばれる女性歌人。小野小町はいつの時代に生きたかは未だ不明。
隠者と武士の登場
貴族中心の平安時代から、武士が支配する鎌倉時代へと移る激動の世情の中で、仏教を心の支えにする者が増えた。『百人一首』もそうした時代を反映し、西行や寂蓮などの隠者も登場する。藤原定家自身も撰者となった『新古今和歌集』の歌が中心で、色彩豊かな絵画的な歌が多く、微妙な感情を象徴的に表現している。

## 用途
『百人一首』は単に歌集として鑑賞する以外の用途でも広く用いられている。

### 教材
たとえば中学や高校では、古典の入門として生徒に『百人一首』を紹介し、これを暗記させることがよくある。これは、それぞれが和歌（5・7・5・7・7の31文字）なので暗唱しやすく、また、後述するように正月に遊戯として触れることも多いので、生徒にとってなじみがあるからである。また、短い和歌の中に掛詞など様々な修辞技法が用いられ、副詞の呼応などの文法の例も含まれることから、古典の入門として適した教材だと言える。

### かるた

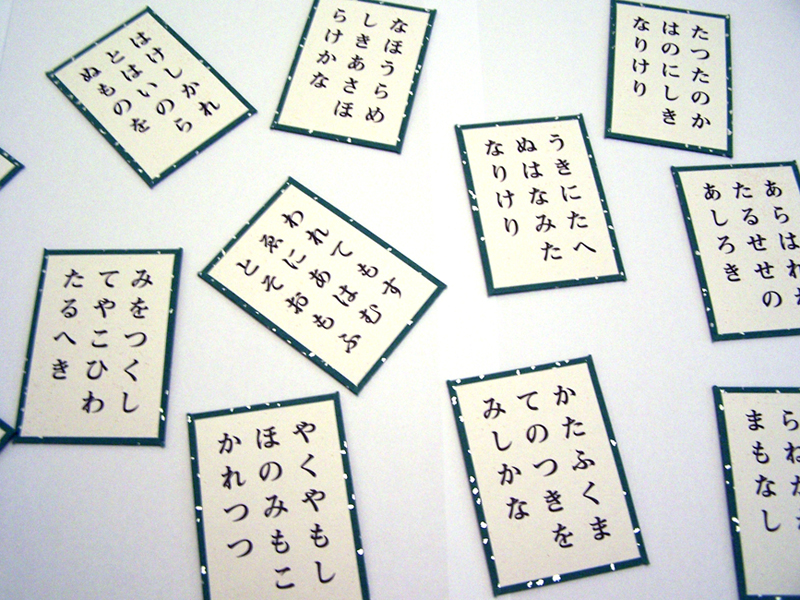
かるた（取り札）

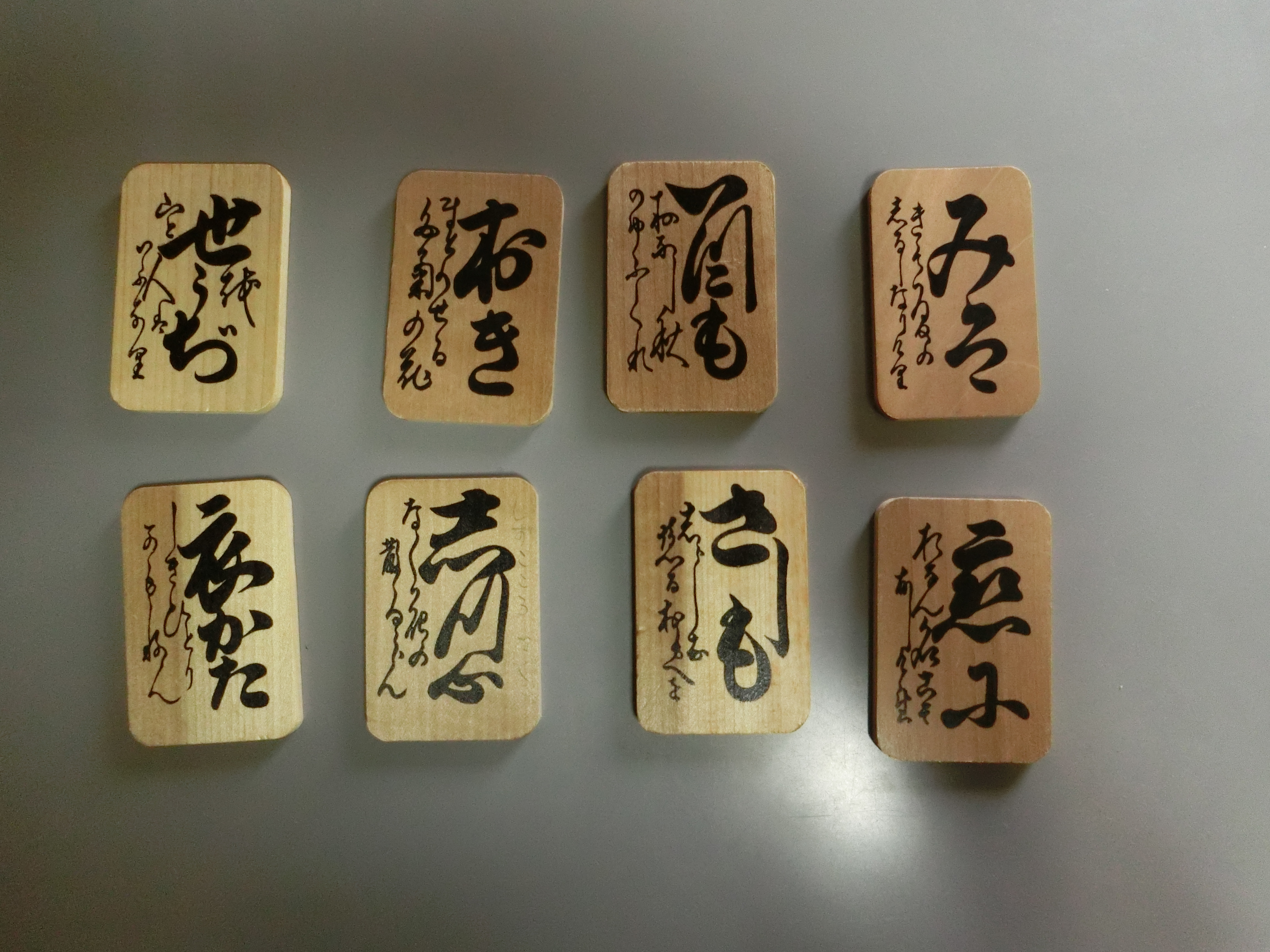
下の句かるた。

『百人一首』は現在では歌集としてよりも、かるたとしての方が知名度が高く、特に正月の風物詩としてなじみが深い。『百人一首』のかるたは歌がるたとも呼ばれ、現在では一般に以下のような形態を持つ。
百人一首かるたは、百枚の読み札と同数の取り札の計二百枚から成る。読み札と取り札はともに花札のように紙を張り重ねてつくられており、大きさは74×53mm程度であることが一般的である。札の構造、材質、裏面などは読み札と取り札では区別がない。読み札の表面には大和絵ふうの歌人の肖像（これは歌仙絵巻物などを模した意匠が多い）と作者の名、和歌が記されており、取り札には全て仮名書きで下の句だけが書かれている。読み札には彩色があるが、取り札には活字が印されているだけである点が大きく異なる。
かるたを製造している会社として有名なのは、京都の企業である任天堂、大石天狗堂、田村将軍堂で、現在ではこの3社がほぼ市場を寡占している。
江戸期までの百人一首は、読み札には作者名と上の句のみが、取り札には下の句が、崩し字で書かれており、現在のように読み札に一首すべてが記されていることはなかった。これは元来歌がるたが百人一首を覚えることを目的とした遊びであったためであり、江戸中期ごろまでは歌人の絵が付されていない読み札もまま見られる。また、現在でも北海道では、「下の句かるた」というやや特殊な百人一首が行われている。この「下の句かるた」に用いられるかるたでは、上の句は読まれず下の句だけが読まれ、取り札は厚みのある木でできており、表面に古風な崩し字で下の句が書いてある。江戸期の面影を残したかるたであると言える。
21世紀においては、英語に翻訳された百人一首によるかるた大会も行われている。
歌かるたが正月の風俗となったのは格別の理由がある訳ではない。元々は様々な折に子供や若者が集まって遊ぶ際、百人一首がよく用いられたことによるものである。その中でも特に正月は、子供が遅くまで起きて遊ぶことを許されていたり、わざわざ百人一首のための会を行うことが江戸後期以降しばしば見られたりしたこともあり、現在ではこれが正月の風俗として定着しているものであろう。
首を用いたかるたの遊び方には以下のようなものがある。

#### 散らし取り（お散らし）
古くから行われた遊びかたのひとつで、以下のようなルールに従う。
- 読み手を選ぶ（普通は一人）。
- 読み札をまとめて読み手に渡し、取り札は百枚すべてを畳の上などに散らして並べる。
- 取り手は何人でもOK。みなで取り札のまわりを囲む。このとき不平等にならないように、取り札の頭はそれぞればらばらな方を向いているようにならなければならない。
- 読み手が読み札を適当に混ぜてから、札の順に歌を読み上げる。
- 歌が読み始められたら、取り手は取り札を探して取ってかまわない。ある文字まで読まれればその札だと確定できるという文字を決まり字といい、決まり字の把握が札を取る早さを左右する。
- 同時に何人もが同じ札を押さえた場合には、手が一番下にある人がこれを取る権利を持つ。
- 間違った札を取った場合（お手つき）には何らかの罰則が行われるが、源平のようにしっかりとした決まりごとはない。
- 百枚目を取ったところで終了。最も多くの札を取った人が勝ちである。
- 本来は読み札には上の句しか書いてなかったために、この遊び方は百人一首を覚えるうえでも、札の取り合いとしても、それなりの意味があった。現在では読み札に一首全てが書かれているため、本来の意図は見失われている。ただし大人数で同時に遊ぶためには都合の良い遊び方で、かつてのかるた会などではたいていこの方法を用いていた。
- お散らしに限らず、江戸時代までは読み手は作者の名前から順に読み上げ、上の句が終わったところで読むことを止めるのが常であったようだ。現在では作者名を省き、最後まで読んでしまう（なかなか取り手が取れない場合には下の句を繰り返す）。読み方に関しては上の句と下の句の間で、間をもたせすぎるのは良くないとされるが、本来の遊び方からすればナンセンスな問題とも言える。

#### 逆さまかるた
本来の百人一首は上記である散らし取りが一般的であるが、この逆さまかるたは読み札（絵札）が取り札になり、下の句札（取り札）が読み札となるもの。このゲームの目的は「下の句を聞いて上の句を知る」ための訓練ゲームでもある。もちろん、多くの札を取った人が勝ちとなるが、取り札である読み札には漢字が混じるため視覚からくる思わぬ錯覚なども加わって、思わぬところで「お手付き」があるのもこのゲームの特徴である。

#### 源平合戦
源平とは源氏と平氏のこと。二チームに分かれて団体戦を行うのが源平合戦の遊び方である。
1. 散らし取り同様に絵札と字札を分け、読み手を一人選ぶ。
2. 百枚の字札を五十枚ずつに分け、それぞれのチームに渡す。両チームはそれを3段に整列して並べる。
3. 散らし取り同様に読まれた首の字札を取る。この時、相手のチームの札を取った時は、自分のチームの札を一枚相手チームに渡す。これを「送り札」という。
4. 先に札のなくなったチームの勝ちとなる。

北海道で行われる下の句かるた大会はほとんどがこのルールであり、民間でも一般的である。

#### リレーかるた
源平合戦と同じルールだが、取る人が順次交代する点で異なる。交代のタイミングは、自分のチームの札を相手に取られた時、10枚読まれた時など。

#### むべ山かるた
ビンゴ系の賭博ゲームで、江戸時代中期から明治時代まで大流行した。各人へ予め取り札を均等に分配して、それぞれが五段のピラミッド状に配置する。そして、読み上げられた取り札を裏返していく。横列が全て裏返された時や、雪月花の語が入った役札が読み上げられた際には、規定した得点のやり取りが行われる。一人に配られた取り札が全て裏返されるとゲームは終了して、得点の高い者が勝ちとなる。文屋康秀の「むべ山風をあらしといふらん」が高得点の役札であることから「むべ山」と呼ばれ、専用札も製造販売されていた。

#### 競技かるた
一般社団法人全日本かるた協会の定めたルールのもとに行われる本格的な競技。毎年1月の上旬に滋賀県大津市にある近江神宮で名人戦・クイーン戦が開催される。名人戦は男子の日本一決定戦であり、クイーン戦は女子の日本一決定戦である。NHK BSで毎年生中継される。また、7月下旬には全国高等学校小倉百人一首かるた選手権大会が行われている。そのほか、全国各地で色々な大会が開催されている。取り札を半分の五十枚しか用いないことが特徴である（ただし読み札は百首すべて読まれる）。

### その他
首を読まず、絵柄を利用した遊びもある。

#### 坊主めくり
使用する札は読み札のみで、取り札は使用しない。百枚の絵札を裏返して場におき、各参加者がそれを一枚ずつ取って表に向けていくことでゲームが進む。多くのローカルルールが存在するが、多くで共通しているルールは以下のようなものである。
- 男性が描かれた札（殿）を引いた場合は、そのまま自分の手札とする。
- 僧侶が描かれた札（坊主、「ハゲ」と呼ぶこともまれにある）の描かれた札を引いた場合には、引いた人の手元の札を全て山札の横に置く。
- 女性が描かれた札（姫）を引いた場合には、引いた人がそれまでに山札の横に置かれていた札を全てもらう。
- 蝉丸の札を引いた場合、引いた人は一回休み。

裏向きに積まれた札の山がなくなるとゲーム終了。このとき最も多くの札を手元に持っていた参加者が勝者となる。
様々な地方ルール（ローカルルール）があり、例えば次のようなものが知られている。
- 山札の数が1束のみのルールや複数の束に分割するルールがある。
- 山札の横に札が無い場合に、姫を引いた場合はもう1枚札をめくることができる。
- 天皇札（台座に縞模様がある札）を引いた際には、数枚引ける。
- 天皇札を引いた際には、山札とその横の札を除き、すべての札が引いた人の手札となる。
- 段に人が乗っている札を引いた際、もう一枚めくることができる。
- 蝉丸が出た場合、全員の札を供託に置く。
- 蝉丸も坊主扱い。

坊主めくりは歌を暗記していない子供も参加できる遊びとして考案されたとみられるが、その発祥時期と考案者は明らかでない。江戸時代の文献には現われないことから、明治以降に成立したものと考えられている。

#### 青冠
読み札のみを使用し取り札は使用しない。4人で行い、全員に配られた札を向かい合った二人が協力して札をなくしていく。書かれた絵柄で、青冠（あおかんむり）、縦烏帽子、横烏帽子、矢五郎、坊主、姫となる。ただし、天智天皇と持統天皇は特殊で、天智天皇は全ての札に勝ち、持統天皇は天智天皇以外の全ての札に勝つが天智天皇には負ける。その他の札はどちらにも負ける。絵の書いた人、時期によって、100枚のうちの絵柄の構成が変わるゲームである。
1. 100枚の札を4人に25枚ずつ全て配る。
2. 最初の人を決めその人が右隣の人に対して1枚手札から出す。
3. 出された人は、出された札に対し受けられる札で受けるか、受けられる札を持ってないもしくは持ってても出したくない場合はパスをする。同じ種類の絵柄の札か、出された札に勝つ札（天智天皇もしくは持統天皇）であれば受けることができる。なお、持統天皇は天智天皇のみで受けられ、天智天皇はどの札でも受けられない。
4. 受けた場合は受けた人が、パスをした場合はした人の右隣の人、つまり最初に出した人の向かい側の人が、自分の右隣の人に対して1枚手札から出す。以下同様に続けていく。

この手順を続け、最初に手札を無くした人のいるペアの勝ち。これを何回か行い勝敗を決める。

#### 銀行
「銀行」は1950～60年代まで、各地方で盛んに行われた子供、あるいは大人も入れた家族の遊びである。和歌は使わず、文字札は1、冠の札は10、姫の札は50、弓持ちの札（2枚ある）は150、烏帽子の札は300、坊主は400、台付き札（天皇と皇族）は500、蝉丸の札は最高位の1,000の価値があると見なす。遊び手の一人が「銀行」となり、4・5枚の札を伏せて置いたあと、その他の遊び手はあらかじめ一定額を貰った札の一部を銀行が置いた札の前に置いて賭けて、銀行が「空（あ）きの方（かた）は」などといいながら札を開けた時に、銀行の札の点数が多ければ没収されて、点数が同じなら引き分け、点数が少なければその他の遊び手に利子として支払いをする。手持ちの札の点数が多い人の勝ちで、また銀行に点数が集まり過ぎた時には、銀行はわざと少ない点数の札を置いて、負けてやって、ゲームを続ける。

## 異種百人一首
小倉百人一首の影響を受けて後世に作られた百人一首。以下に代表的なものを挙げる。

### 近代以前
『新百人一首』
文明15年（1483年）成立。足利義尚撰。小倉百人一首に採られなかった歌人の作を選定しているが、91番「従二位成忠女」は小倉の54番・儀同三司母（高階貴子）と同一人物というミスが起こっている。また、79首目の歌は恵子内親王の歌となっているが、実際には徽子女王の歌である。その他、『百人秀歌』に見える権中納言国信も64番に入首（百人秀歌とは別の歌）している。
『武家百人一首』
同名の物が複数ある。
1. 17世紀半ばの成立と見られている。平安時代から室町時代にかけての武人による和歌を採録。寛文6年（1666年）刊。榊原式部大輔忠次の撰とされるが、本自体にはその旨の記述はなく、後に尾崎雅嘉が『群書一覧』で比定したものである。また寛文12年（1672年）、菱川師宣の挿絵、和歌は東月南周の筆で再刊された。菱川師宣の署名した絵入り本の最初とされ、絵師菱川吉兵衛と署名されている。
2. 安政5年（1858年）刊。賞月堂主人の著。1.のものと比べると、23人が別人の歌に置き換えられている。
3. 明治42年（1909年）刊。富田良穂撰。神代から幕末までの武将・大名・夫人等の和歌を採録。歌人の名前を間違えたり、歌の語句を間違えたりなど、杜撰なところが散見される。

『新撰武家百人一首』
18世紀成立。伊達吉村撰。室町時代から江戸中期にかけての武将・大名による和歌を採録。
『後撰百人一首』
19世紀初頭に成立。序文によれば二条良基の撰、中院関白顕実の補作とするが、後者の存在が疑わしいため成立年代は未定である。勅撰集だけでなく、『続詞花集』などの私撰集からも採録しているのが特徴。
『源氏百人一首』
天保10年（1839年）刊。黒沢翁満編。『源氏物語』に登場する人物の和歌を採録しているが、その数は123人。肖像を入れ、人物略伝、和歌の略注をのせる。和歌は松軒由靖、絵は棔斉清福の筆。
『英雄百人一首』
天保15年（1844年）刊。緑亭川柳撰。神代から室町期までの武人の和歌を採録。像を出して歌を書き、上欄に小伝逸話を書くなど、読み物の傾向がある。
『小倉擬百人一首』
弘化3年（1846）頃刊。歌川国芳・歌川広重・三代目歌川豊国画柳下亭種員筆 
『烈女百人一首』
弘化4年（1847年）刊。緑亭川柳撰。上記の『英雄百人一首』に対し、著名な女性の和歌を採録。『英雄百人一首』と同じく像を出して歌を書き、上欄に小伝逸話を書くなど、読み物としての傾向が強い。
『続英雄百人一首』
嘉永2年（1849年）刊。緑亭川柳撰。上記の『英雄百人一首』の続編で、平安から安土桃山時代までの武将・大名の和歌を採録。例によって像を出して歌を書き、上欄に小伝逸話を書いている。
『義烈百人一首』
嘉永3年（1850年）刊。緑亭川柳撰。平安から江戸初期までの武将やその夫人等の和歌を採録。1人1首の趣きをもって本領とするよりも、上欄の小伝逸話と呼応して読み物としての効果に本領を発揮している。
『女百人一首』
嘉永4年（1851年）成立。平安・鎌倉期の女流歌人の和歌を採録。
『勇猛百人一首』
嘉永7年（1854年）刊。源満昭撰。寛文版『武家百人一首』の作者と歌を少しばかり入れ替えたもの。歌人の名前を間違えるなど杜撰なところがあるほか、歌詞における文字の当て方などから、撰者は和歌に対する理解が不十分な人とされる。

### 近代以降
『横文字百人一首』
明治6年（1873年）刊。黒川真頼選。ローマ字での国語綴輯兼務を命ぜられていた黒川がローマ字綴りの百人一首を刊行。
『義烈回天百首』
明治7年（1874年）刊。染崎延房編。幕末の志士等の和歌を採録。頭書には略伝が記載されているが、物語的逸話や歌の背景などを省略した簡明なものである。
『近世百人一首』
明治26年（1893年）刊『標註七種百人一首』（博文館）所収。佐佐木信綱撰。近世期の和歌を「四季」「恋歌」「雑歌」の題の順に採録。
『修身百人一首』
明治26年（1893年）刊『標註七種百人一首』（博文館）所収。佐佐木信綱撰。『明倫歌集』の中より「修身の心深く人々の教えとなるべき歌」を採録。
『竹柏園百人一首』
大正6年（1917年）1月号『心の花』の附録。佐佐木信綱撰、石榑千亦書。
『昭和百人一首』
昭和11年（1936年）に『東京日日新聞』で前後17回にわたって掲載。当時の現役歌人による各自撰を採録。
『愛国百人一首』
同名の物が複数ある。
1. 昭和15年（1940年）に川田順が雑誌『キング』に掲載し、昭和16年（1941年）に講談社から刊行。恋歌の多い小倉百人一首に代わって「愛国の精神が表現された」名歌を採録。
2. 昭和17年（1942年）に日本文学報国会が選定。情報局の検閲を経て各種新聞に発表された後、これに改訂と解説を加えた『定本愛国百人一首解説』が昭和18年（1943年）に毎日新聞社から刊行。概ね上記の川田版と共通しているが、こちらは時代が「万葉集から明治元年以前に物故した人」に限定されている。

『皇国百人一首』
昭和17年（1942年）刊。舒明天皇を筆頭に明治天皇までの皇族15人、以下は柿本人麻呂から与謝野鉄幹に至る歴代の歌を採録。当時の国民精神の動向が窺える。

#### 戦後
『新々百人一首』
平成11年（1999年）刊。丸谷才一選。藤原定家の「小倉百人一首」、源（足利）義尚の「新百人一首」の選んだ二百人を敬遠せず、両人の取った二百首との重複は避け、百首それぞれに注釈を付す。
『平成新選百人一首』
平成14年（2002年）刊。宇野精一編。小倉百人一首、愛国百人一首と重複しないように和歌を採録。明成社から歴史的かなづかい、文藝春秋から新かなづかいで出版された。
『今昔秀歌百撰』
平成24年（2012年）刊。桶谷秀昭監修、市川浩・谷田貝常夫編。小倉百人一首、愛国百人一首、平成新選百人一首と重複しないように和歌を、一選者一歌人で101首採録。当初は寄贈だけで、販売せず。

## 題材にした作品

### 音楽
- 『八重衣』（地歌・箏曲） 石川勾当作曲、八重崎検校箏手付。百人一首より衣を詠んだ歌五種を選び、四季の順に配した手事物地歌の大曲。「石川の三つもの」（三大名曲）の一つ。
- 『千鳥の曲』（箏曲・胡弓曲） 吉沢検校作曲。後唄に「淡路島通ふ千鳥の鳴く声に・・・」が採られている。
- 『LADY-GO-ROUND』（邦楽） 稲葉浩志作詞、松本孝弘作曲。歌詞の一部に「こひしかるべき」「神のまにまに」「わがなみだかな」の3フレーズが入っている。
- 『State of mind』（邦楽） 倉木麻衣作詞、大野愛果作曲。歌詞の一部に「天つ風雲の通ひ路吹きとぢよ・・・」の歌が入っている。
- AU by KDDI ラジオCM『百人一首篇』（全4曲）中島光一作曲、歌バニラビーンズ。2010年5月より放送。全歌詞が百人一首の歌からなる。
- 『さくら百人一首』（邦楽）Bose・RAM RIDER作詞、倉本美津留作曲、歌さくら学院。メンバーが一首ずつ選び各々その意味をラップ調で歌っている。
- 歌曲集『小倉百人一首』。作曲家・薮田翔一による100曲の歌集。弦楽四重奏版、ピアノ版、オーケストラ版がある。
- 『和歌うた 小倉百人一首』早苗ネネ

### 小説
- 山村美紗『百人一首殺人事件』（キャサリンシリーズ第2作目、講談社）
- 内田康夫『歌枕殺人事件』（浅見光彦シリーズ、角川文庫）
- 高田崇史『QED 百人一首の呪』（QEDシリーズ1作目、講談社）
- 梓澤要『百枚の定家』（新人物往来社）
- 周防柳『身もこがれつつ――小倉山の百人一首』（中山義秀文学賞受賞、中央公論新社）

### 漫画
- 片山愁(作画)、工藤治(原作)  『あやかし歌姫かるた』 角川コミックス・エース
- 小坂まりこ 『まんてん・いろは小町』 ちゃお、2008年3月～5月
- 竹下けんじろう 『かるた』 少年チャンピオン・コミックス
- 末次由紀 『ちはやふる』 BE LOVE、2007年12月〜2022年8月
- 杉田圭 『超訳百人一首 うた恋い。』 メディアファクトリー
- 真柴真 『詠う!平安京』 Gファンタジー

### アニメ映画
- 名探偵コナン から紅の恋歌（2017年）

### 映画
- ちはやふる -上の句- （2016年3月）
- ちはやふる -下の句- （2016年4月）
- ちはやふる -結び- （2018年）

### 落語
- 崇徳院
- 千早振る
- 猿丸大夫 - 十返舎一九『東海道中膝栗毛』のエピソードを基にした噺。

### ゲーム
ここでは、コンピュータを用いるゲームのみを扱う。
- タッチで楽しむ百人一首 DS時雨殿（任天堂 ニンテンドーDS）
- DX百人一首（タカラ PlayStation）
- 百人一首CD-ROM 大石天狗堂
- むすめふさほせ百人一首 NECインターチャネル
- ちはやふる百人一首

### テレビ番組
- 三枝の国盗りゲーム（坊主めくりが出てくる）

### テレビドラマ
- かるたクイーン（2003年、NHK総合）
- かるた小町（2008年、フジテレビ）
- 咲くやこの花（2010年、NHK総合）
- 想ひそめし〜恋歌百人一首（2015年、名古屋テレビ）

### 検定
- 『小倉検定問題集』 小倉検定協会編

### 翻訳書
- 『スペイン語で詠う小倉百人一首 (Cien Poetas, Un Poema Cada Uno, Ogura Hyakunin Isshu)』 伊藤昌輝訳、エレナ・ガジェゴ・アンドラーダ監修、2016年、大盛堂書房（日西対訳版、日西音声CD付）。ISBN 978-4884631192
- 『WAKA WAKA 100 - Hyakunin Isshu』Hideaki Nakano、2023年、ISBN 979-8871379042